# Pusztamonostor
Pusztamonostor község Jász-Nagykun-Szolnok vármegye Jászberényi járásában.

## Fekvése
Az Alföldön, a megye és a Jászság északnyugati sarkában fekszik, Pest vármegyével határosan. Budapesttől kb. 70 kilométerre keletre, Szolnoktól kb. 60 kilométerre északnyugatra található.
A közvetlen szomszédos települések: északkelet felől Jászágó (kb. 8 kilométerre), délkelet felől Jászberény (kb. 10 kilométerre), dél felől Jászfelsőszentgyörgy (légvonalban 5, közúton kb. 9 kilométerre), délnyugat felől Szentlőrinckáta (kb. 5 kilométerre), nyugat felől pedig Jászfényszaru (kb. 8 kilométerre).

### Megközelítése
Legfontosabb közúti megközelítési útvonala a 32-es főút, mely áthalad a lakott területének déli részén, azon érhető el Hatvan, illetve Jászberény-Szolnok felől is. Jászárokszállással a 3231-es, Szentlőrinckátával a 3108-as út köti össze.
Az ország távolabbi részei felől a leginkább kézenfekvő megközelítési útvonalak: az M3-as autópályán Hatvanig, majd onnan a 32-es főúton, vagy a 31-es főútról Szentmártonkáta központjában letérve, Szentlőrinckátán át, a 3107-es, majd a 3108-as úton.
A közúti közösségi közlekedés szolgáltatója a Volánbusz Zrt.
A hazai vasútvonalak közül a települést a MÁV 82-es számú Hatvan–Újszász-vasútvonala érinti, amelynek itt egy megállási pontja van. Pusztamonostor vasútállomás a belterület északi szélén helyezkedik el, nem messze északnyugati irányban a 3231-es út vasúti keresztezésétől; közúti elérését csak önkormányzati utak biztosítják.

## Története
A község keletkezése az idők homályába vész.
A településtől északra halad el a szarmaták által 324 és 337 között épített, a Dunát a Tiszával összekötő Csörsz árok nyomvonala.
Első írásos említése 1315-ből, illetve 1331-ből származik, Poopmonustora alakban. Ekkor a váci egyházmegyéhez tartozott. Nevét régi bencés monostoráról kapta, amelynek maradványai a 19. század első felében még látszottak. Pusztulásáról megbízható adatok nincsenek.
A 15. században a település a Monostori család birtoka volt, majd a 17. század elején puszta. Megyés hely volt, fekvése ellenére nem tartozott a történelmi Jászsághoz.
Pusztamonostor 1872-ben lett nagyközség. Jász-Nagykun-Szolnok vármegye megalakulásakor, 1876-ban a jászsági felső járáshoz került.

## Közélete

### Polgármesterei
- 1990–1994: Sőregi János (független)[3]
- 1994–1998: Sőregi János (független)[4]
- 1998–2002: Percz László (független)[5]
- 2002–2006: Percz László (független)[6]
- 2006–2007: Sőregi János (független)[7]
- 2008–2010: Sári Ferenc (független)[8]
- 2010–2014: Sári Ferenc (független)[9]
- 2014–2019: Sári Ferenc (Fidesz-KDNP)[10]
- 2019–2024: Kardos Veronika (független)[11]
- 2024– : Kardos Veronika (független)[1]

A településen 2008. január 13-án időközi polgármester-választást (és képviselő-testületi választást) tartottak, az előző képviselő-testület önfeloszlatása miatt. A választáson az addigi polgármester is elindult, de 22,6 %-os eredményével három jelölt közül csak a második helyet érte el.
Az önkormányzat neve: Pusztamonostor Községi Önkormányzat; címe: 5125 Pusztamonostor, Szabadság út 74.; telefonszáma: +36-57 / 521-760, e-mail címe: polgarmester@pusztamonostor.hu A község hivatalos honlapja: www.pusztamonostor.hu. (Az előbbi adatok legalább részben elavultak lehetnek, szükség szerint pontosításra szorulhatnak.)

## Népesség
A település népességének változása:
- 1910: 1480 fő
- 1940: 1705 fő
- 1983: 1875 fő
- 1990: 1780 fő
- 2001: 1675 fő
- 2009: 1615 fő

| Lakosok száma | 1581 | 1576 | 1511 | 1665 | 1557 | 1614 | 1567 |
|               | 2013 | 2014 | 2018 | 2021 | 2022 | 2023 | 2024 |

2001-ben a település lakosságának közel 100%-a magyar nemzetiségűnek vallotta magát, de kisebb roma közösség is él itt.
A 2011-es népszámlálás során a lakosok 93%-a magyarnak, 2,4% cigánynak, 0,4% németnek, 0,2% románnak mondta magát (6,9% nem nyilatkozott; a kettős identitások miatt a végösszeg nagyobb lehet 100%-nál).
2022-ben a lakosság 92,7%-a vallotta magát magyarnak, 2,9% cigánynak, 0,4% ukránnak, 0,2% románnak, 0,1-0,1% horvátnak, szerbnek és németnek, 1,7% egyéb, nem hazai nemzetiségűnek (7,1% nem nyilatkozott; a kettős identitások miatt a végösszeg nagyobb lehet 100%-nál).

### Neve
A Puszta- előtag a 16. századtól a 19. század közepéig pusztaként álló helyre utal. A -monostor utótag pedig az egykor itt létező monostorra.

## Vallás
A 2001-es népszámlálás adatai alapján a lakosság többsége, kb. 90%-a római katolikusnak. Reformátusnak kb. 2,5%, görögkatolikusnak és evangélikusnak kb. 0,5-0,5%, és más egyházhoz tartozónak szintén kb. 0,5% vallotta magát. Nem tartozik egyetlen egyházhoz sem, illetve nem válaszolt kb. 6%.
2011-ben a vallási megoszlás a következő volt: római katolikus 66,9%, református 1,8%, evangélikus 0,3%, felekezeten kívüli 10% (19,5% nem nyilatkozott).
2022-ben vallása szerint 47,5% volt római katolikus, 2% református, 0,4% görög katolikus, 0,3% evangélikus, 0,3% ortodox, 1,2% egyéb keresztény, 1% egyéb katolikus, 9,8% felekezeten kívüli (37,3% nem válaszolt).

### Római katolikus egyház
Az Egri főegyházmegye (érsekség) Jász-Kun Főesperességének Jászberényi Esperesi Kerületéhez tartozik mint önálló plébánia. Római katolikus anyakönyveit 1746-tól vezetik. Plébániatemplomának titulusa: Kisboldogasszony.
Első kápolnáját 1723-ban építették, ekkor még Jászfényszaru filiája volt. 1838-ban lett önálló plébánia.

### Református egyház
A Dunamelléki Református Egyházkerület (püspökség) Délpesti Református Egyházmegyéjébe (esperesség) tartozik. Nem önálló anyaegyházközség, csak szórvány.

### Evangélikus egyház
Az Északi Evangélikus Egyházkerület (püspökség) Dél-Pest Megyei Egyházkerületének (esperesség) Szolnoki Evangélikus Egyházközségéhez tartozik mint szórvány.

## Nevezetességei
- Római katolikus (Kisboldogasszony-) templom: 1793-ban épült.
- Nepomuki Szent János szobra.
- Szent István-szobor.
- Szűz Mária-szobor.
- Hősi emlékmű.
- Balázsovich-kúria: Balázsovich Oszkár máltai lovag építtette a 19. század végén. Jelenleg művelődési ház.
- Tájház
- Kőkeresztek (Guba-kereszt, Kókai kereszt, Oszkár-kereszt, Patikus-kereszt, Pethes-kereszt, templomi nagykereszt)

## Ismert emberek
- Itt született Farkas Ödön (1851. január 27. – Kolozsvár, 1912. szeptember 11.) zeneszerző, zenepedagógus.
- Itt született 1956. július 9-én Csámpai Rozi festőművész.

## Sport
A község szervezett sportéletének a létrejötte az 1946–47-es években alakult ki, mely Pusztamonostor Sport Egyesület néven, két szakosztállyal működött.

### Labdarúgás
A szakosztály csapata a Jász-Nagykun-Szolnok megyei bajnokság II. osztályában szerepelt.
Kiemelkedő eredményei:
- 1989/90: Körzeti bajnokság 1. hely (veretlenül)
- 1992: Magyar Kupa: országos főtáblára kerülés
- 2006/07: Megyei II. osztály 3. hely

A labdarúgó-szakosztály honlapja: www.pusztase.atw.hu

### Görkorcsolya
2002-ben (jászberényiekkel kiegészülve) megnyerték az országos bajnokságot.